# Hardinxveld-Giessendam vasútállomás
A Hardinxveld-Giessendam vasútállomás Hollandiában, Hardinxveld-Giessendam városában.

## Vasútvonalak
Az állomást az alábbi vasútvonalak érintik:
- Elst-Dordrecht-vasútvonal
- MerwedeLingelijn

## Kapcsolódó állomások
A vasútállomáshoz az alábbi állomások vannak a legközelebb:
- Boven Hardinxveld railway station
- Hardinxveld Blauwe Zoom vasútállomás